# Vallecillo, Nuevo León
Vallecillo är en ort i Mexiko.   Den ligger i kommunen Vallecillo och delstaten Nuevo León, i den centrala delen av landet, 800 km norr om huvudstaden Mexico City. Vallecillo ligger 268 meter över havet och antalet invånare är 622.
Terrängen runt Vallecillo är huvudsakligen platt, men åt nordväst är den kuperad.  Trakten runt Vallecillo är nära nog obefolkad, med mindre än två invånare per kvadratkilometer. Det finns inga andra samhällen i närheten. Trakten runt Vallecillo består i huvudsak av gräsmarker.